# Contea di Ralls
La contea di Ralls in inglese Ralls County è una contea dello Stato del Missouri, negli Stati Uniti. La popolazione al censimento del 2000 era di 9 626 abitanti. Il capoluogo di contea è New London.